# Fedir Kondratenko
Fedir Stepanowycz Kondratenko, ukr. Федір Степанович Кондратенко, ros. Фёдор Степанович Кондратенко, Fiodor Stiepanowicz Kondratienko – ukraiński trener piłkarski.

## Kariera trenerska
W 1938 prowadził Dynamo Mikołajów. Po zakończeniu wojny niemiecko-radzieckiej powrócił do pracy szkoleniowca. Najpierw pomagał trenować, a w 1948 po 6 kolejce zmienił Ołeksandra Serdiuka na czele Awanharda Mikołajów.